# Bebi Massa
Bebi Massa (en llatí Baebius o Bebius Massa) va ser un dels informadors més infames del regnat de Domicià, al segle i.
És mencionat per primera vegada l'any 70, quan va ser procurador a Àfrica. L'any 76, quan Luci Calpurni Pisó va ser denunciat per promoure una conspiració contra Vespasià, Bebi Massa, que el coneixia d'Àfrica i ja era conegut com a persona funesta pels homes més honrats, el va assenyalar als qui anaven a matar-lo i el van occir. Tàcit el descriu com jam tune optimo cuique exitiosus (un home gens òptim i molt desastrós)
Va ser governador romà de la Bètica on va oprimir al poble despietadament, i quan va tornar a Roma va ser acusat per una delegació de la província. La causa dels habitants de la Bètica va ser defensada per Plini el Jove i Herenni Seneció, i Massa va ser condemnat l'any 93. Va escapar al càstig pel favor de Domicià, i es va convertir en un dels seus informador i favorits.